# استثمار في المخزون
استثمار في المخزون أو استثمار المخزون (بالإنجليزية: Inventory investment)‏ هو أحد عناصر مؤشّر الناتج المحلي الإجمالي. ما يتم إنتاجه عادةً في بلد معيّن يُباع بطبيعة الحال في النهاية، لكن بعض السُلع التي يتم إنتاجها في سنة معيّنة يمكن أن تباع في سنةٍ لاحقة بدلاً من أن تُباع في السّنة التي أُنتجت فيها. وعلى العكس من ذلك، فإن بعض السُّلع التي تُباع في سنةٍ محدّدة يُمكن أن تكون قد أُنتجت في سنةٍ سابقة. يُسمى الفرق بين السّلع المُنتجة «الإنتاج» والسّلع المُباعة «المبيعات» في سنةٍ مُحدّدة بالاستثمار في المخزون. يُمكن تطبيق هذا المفهوم على الاقتصاد ككُل أو على شركة مُفردة، على كل ّحال فإنّ المفهوم مُطبّق بشكل عام على أسهم الاقتصاد الكلي «الاقتصاد بأكمله» غير المُباع بشكل غير مقصود من السُلع التي تزيد استثمار المخزون.

## تعريف الاستثمار في المخزون
- الاستثمار في المخزون يساوي الإنتاج ناقص المبيعات[2]

إذا تجاوز الإنتاج في الوحدة الزمنية المبيعات في الوحدة نفسها فإن الاستثمار في المخزون في هذه الوحدة الزمنية يكون موجباً، كنتيجة لذلك، ستكون موجودات المخزون المتوفرة في نهاية تلك الفترة الزمنية أكبر ممّا كانت عليه في البداية. والعكس صحيح إذا كان الإنتاج أقل من المبيعات.

## العلاقة الرياضية بين الاستثمار في المخزون مع المخزون
في الزمن المتقطع يكون ناتج طرح جرد موجودات المخزون في نهاية فترة زمنية من جرد موجودات المخزون في بداية الفترة يساوي إلى استثمار تدفق المخزون خلال هذه الفترة.
في الزمن المستمر يكون المشتق الزمني لجرد موجودات المخزون يساوي إلى التدفق الحالي لاستثمار المخزون.

## الاستثمار المقصود وغير المقصود في المخزون
يحدث تدفق إيجابي في الاستثمار في المخزون المقصود عندما تتوقع شركة ما أن تكون المبيعات مرتفعة لدرجة أن يكون مستوى الموجودات المتوفّرة غير كافٍ؛ ربما بسبب وجود تقلّبات قصيرة الأمد في تواقيت مشتريات الزبون، هناك مُجازفة بعدم القدرة مؤقتاً على توفير المنتج عندما يطلبه الزبون. لتجنّب هذا الاحتمال تتعمّد الشركة أن تُعزّز موجوداتها أي تطبق الاستثمار الإيجابي في المخزون عن طريق الإنتاج المتعمّد لأكثر مما تتوقّع بيعه. يرى الخبراء الاقتصاديون هذا الاستثمار الإيجابي في المخزون كشكل من أشكال الإنفاق، في الواقع فإن الشركة تشتري الموجودات من نفسها.
بالمقابل إذا قرّرت شركة ما أن مستوى موجوداتها الحالي مرتفع بشكل غيرر مبرّر -إذ تُشغل بعض الموجودات حيّزاً مُكلفاً في المستودعات عند تجاوزها للكمية التي تحتاجها لتفادي انقطاع المخزون- عندها ستعمل على فرض تدفّق سلبي للاستثمار المقصود في المخزون. تفعل ذلك من خلال الإنتاج المُتعمّد لكمية أقل مما يُتوقّع بيعه.
يحدُث الاستثمار في المخزون غير المقصود الإيجابي منه أو السلبي عندما يشتري الزبائن كميات من منتج الشركة مُختلفة عمّا توقعتهُ الشركة خلال فترة زمنية مُعينة. إذا اشترى الزبائن كمية أقل مما هو مُتوقّع ترتفع الموجودات بشكل غير متوقّع ويتبيّن أن الاستثمار غير المقصود في المخزون كان إيجابياً. إذا اشترى الزبائن أكثر مما هو مُتوقع تنخفض الموجودات بشكل غير متوقّع ويتبيّن أن الاستثمار غير المقصود في المخزون كان سلبياً.
يمكن أن يتزامن الاستثمار المقصود في المخزون سواءً كان الإيجابي أو السلبي منهُ مع استثمار غير مقصود في المخزون سلبي أو أيجابي. كلاهما حدثان منفصلان وغير مرتبطين ببعضهما إذ يستند أحدهما إلى أفعال متعمّدة لضبط موجودات المخزون بينما يَنتُج الآخر عن توقعات خاطئة لطلبات العملاء.

## العلاقة مع التوازن الاقتصادي الكلّي
يحدث التوازن في أسواق السُّلع في الاقتصاد الكلّي عندما يكون عرض السّلع «الإنتاج» مساوياً للطلب على السّلع «مجموع الأنواع المختلفة للإنفاق - إنفاق استهلاكي وإنفاق حكومي على السّلع وصافي الإنفاق من قبل الأشخاص الموجودين خارج البلاد على صادرات البلاد والإنفاق الاستثماري الثابت على رأس المال المادي والاستثمار المقصود في المخزون». إذا كان هؤلاء متساويين من أجل فترة زمنية مُحدّدة فلا يوجد استثمار غير مقصود في المخزون ويوجد توازن في سوق السّلع. إذا لم يكونوا متساويين فلأن هناك اختلال في توازن سوق السّلع. ينعكس ذلك في وجود استثمار غير مقصود في المخزون إيجابي أو سلبي.

## الاستثمار في المخزون على مدى الدورة الاقتصادية
تعمل الدورة الاقتصادية بالطريقة التالية. بدايةً من نقطة مُعيّنة في الدورة الاقتصادية يقرّر مجموعة من (مستهلكين وحكومة ومُشتري الصادرات..إلخ) لسببٍ ما أن يزيدوا إنفاقهم بشكل متواصل. يمكن أن يكون ذلك مُفاجئاً بالنسبة للمُنتجين الذين عانوا بدايةً من الاستثمار السلبي في المخزون إذ تجاوزت مبيعاتهم إنتاجهم بشكل غير متوقع. موجودات مخازنهم الآن منخفضة جداً وذلك لسببين: 1) تراجُع المخزون عن غير قصد، 2) ارتفاع المستوى الأمثل للمخزون (ما يريده المنتجون أن يتوفر لديهم) بسبب ارتفاع طلبات العملاء بشكل متزايد وأصبح هناك خطر متزايد في انقطاع المخزون المؤقّت.
تُطبّق الشركات الاستثمار الإيجابي الموجب في المخزون من أجل تعزيز المخزون إلى مستوى مناسب. يستمر هذا التدفّق الإيجابي في استثمار المخزون حتى بلوغ المستوى المُستهدَف للمخزون. خلال هذا الوقت، يكون الاقتصاد في حالة ازدهار بسبب الزيادة الأصلية المُستمرّة في الإنفاق وبسبب التدفق الإيجابي للاستثمار المقصود في المخزون.
في مرحلةٍ مُعيّنة، يصبح هناك انخفاض مُستمر في أحد أنواع الإنفاق لسببٍ ما. «ببساطة قد يكون أحد هذه الأسباب هو أنه حالما يصل المخزون إلى المستوى المطلوب تتوقف عن كونها استثمارًا مقصودًا وإيجابيًا في المخزون، لكن يمكن ان يكون هناك سبب آخر». ثم هناك الاستثمار الإيجابي غير المقصود في المخزون إذ تتفاجأ الشركات بانخفاض الطلب الخارجي وتفشل في تخفيض إنتاجها.
موجودات المخزون حالياً مرتفعة جداً وذلك لسببين: 1) ارتفاع المخزون بشكل غير مقصود، 2) المستوى الأمثل للمخزون حالياً أكثر انخفاضاً بسبب المستوى المنخفض الجديد من الطلب المستمر. إذن، تتعمّد الشركات من أجل تخفيض موجودات مخزونها أن تخفض إنتاجها إلى مستوى أقل من مستوى طلبات عُملائها، بالتالي تسبب انخفاضًا مُتعمّدًا لموجودات المخزون وذلك يعني أن الاستثمار غير المقصود في المخزون يكون سلبيًا. يبقى الاستثمار المقصود في المخزون سلبياً حتى يتم الوصول إلى المستوى المُستهدف. خلال هذا الوقت، بعد أن بلغ الاقتصاد ذروته يصبح في حالة تحوّل نزولي «ركود» وكلاهما بسبب الانخفاض المستمر في النفقات غير المتعلقة بالمخزون وبسبب التدفق السلبي للاستثمار المقصود في المخزون.
في مرحلةٍ معينة، هناك تزايد مستمر في أحد أنواع الإنفاق لسبب ما. «ببساطة يمكن أن يكون أحد الأسباب أنّه بمجرّد هبوط موجودات المخزون إلى المستوى المطلوب تتوقف عن كونها استثمارًا مقصودًا إيجابيًا في المخزون، والذي يتصاعد من السالب إلى مستوى صفر، لكن يمكن أن يكون هناك سبب آخر أيضاً». في هذه المرحلة، يوجد استثمار سلبي غير مقصود في المخزون إذ تتفاجأ الشركات بزيادة الطلب الخارجي وتفشل في الوقت نفسه بزيادة منتجاتها. موجودات المخزون حالياً منخفضة جداً، وذلك مُجدداّ لسببين، وهنا نعود إلى بداية الدورة حيث بدأنا. بلغ الركود أدنى مستوياته وأصبح الإنفاق المستمر مرتفعاً مجدداً وتكون المستويات المستهدفة للمخزون أعلى من المستويات الفعلية له ويكون الاستثمار المقصود في المخزون إيجابياً.